# Rory Mallinson
Charles Rory Mallinson (27 de octubre de 1913-26 de marzo de 1976) fue un actor estadounidense de cine y televisión. Nacido en Atlanta, Georgia, Mallinson empezó su carrera de actor tras firmar un contrato con la Warner Bros en 1945. Aquel año tuvo un pequeño papel en la película, Pride of the Marines, protagonizada por John Garfield y Eleanor Powell.
Mallinson continuaría haciendo películas durante los años 1940, y los 1950, apareciendo en unas 90 películas durante este periodo.
Las películas notables en que actuó incluyen: un papel destacado en la película de cine negro de 1947 Paso Oscuro, protagonizada por Humphrey Bogart y Lauren Bacall; El gran gorila (1949); la película de Abbott y Costello, Abbott and Costello Meet The Invisible Man (1951); el wéstern de 1952, El honor del capitán Lex, protagonizada por Gary Cooper; y la película de Howard Hawks de 1952, Río de sangre, que protagoniza Kirk Douglas, Dewey Martin, y Elizabeth Threatt. A inicios de los años 1950, también tuvo un papel protagonista en la serie de película, Blackhawk.
Su actuación final en la industria del cine sería en el wéstern, Westbound (1959), protagonizando Randolph Scott y Virginia Mayo.
En los años 1960, su carrera decayó, y solo haría un puñado de apariciones especiales en varias series de televisión durante la década, incluyendo actuaciones en Cheyenne y Mannix.

## Fallecimiento
Mallinson murió el 26 de marzo de 1976 en Los Ángeles, a la edad de 62, por causas desconocidas.

## Filmografía
(Según la base de datos de AFI)
| - Pride of the Marines (1945) como Doctor - Cry Wolf (1947) como Becket - Dark Passage (1947) como George Fellsinger - King of the Bandits (1947) como Henchman Burl - Nora Prentiss (1947) como Fleming - Possessed (1947) como Coroner's Assistant - Road to the Big House (1947) como Fred - For You I Die (1947) como Patrolman Mac - The Checkered Coat (1948) como Perkins - The Denver Kid (1948) como Jason Fox - Docks of New Orleans (1948) como Thompson - I Wouldn't Be in Your Shoes (1948) como Harry - 1st Detective - Last of the Wild Horses (1948) como Henchman Hank Davis - Open Secret (1948) como Chuck Hill - Panhandle (1948) como Sheriff Jim - El Dorado Pass (1948) como Sheriff Tom Wright - Bad Men of Tombstone (1949) como Desert Sheriff - Angels in Disguise (1949) como Martin Lovell - Prince of the Plains (1949) como James Taylor - South of Rio (1949) como Captain Dan Brennan - County Fair (1950) como Grattan - Salt Lake Raiders (1950) como Sheriff - Short Grass (1950) como Jim Westfall - According to Mrs. Hoyle (1951) como Detective | - Fingerprints Don't Lie (1951) como Brad Evans - Fort Dodge Stampede (1951) como Sheriff - Purple Heart Diary (1951) como Capt. Sprock - Rodeo King and the Senorita (1951) como Sheriff Baxter - Three Desperate Men (1951) como Ed Larkin - Cavalry Scout (1951) como Corporal - Hellgate (1952) como Banta - Laramie Mountains (1952) como Paul Drake - Henchman, aka Bill Turner - Montana Belle (1952) como Grat Dalton - Scorching Fury (1952) como J.D., the sheriff - Waco (1952) como Crawford - A Yank in Indo-China (1952) como Prof. William Marlow - The Big Sky (1952) - Brave Warrior (1952) como Barker - Bandits of Corsica (1953) - Cow Country (1953) como Tim Sykes - Killer Ape (1953) como Perry - Jesse James vs. the Daltons (1954) como Bob Ford - Killer Leopard (1954) como Deevers - Seminole Uprising (1955) como Toby Wilson - Kentucky Rifle (1955) como Indian Chief - Shotgun (1955) como Frank - King of the Wild Stallions (1959) como Sheriff Cap Fellows |